# Torneo de Gaiba 2022
El Veneto Open Internazionali Confindustria Venezia e Rovigo 2022 fue un torneo de tenis profesional jugado en canchas de césped. Se trató de la 1.ª edición del torneo que formó parte de los Torneos WTA 125s en 2022. Se llevó a cabo en Gaiba, Italia, entre el 13 al 19 de junio de 2022.

## Cabezas de serie

### Individuales
| Tenista             | Ranking | Preclasificada |
| Alison Van Uytvanck | 46      | 1              |
| Madison Brengle     | 56      | 2              |
| Lucia Bronzetti     | 72      | 3              |
| Claire Liu          | 74      | 4              |
| Arantxa Rus         | 77      | 5              |
| Diane Parry         | 82      | 6              |
| Greet Minnen        | 88      | 7              |
| Chloé Paquet        | 101     | 8              |

- Ranking del 6 de junio de 2022

### Dobles
| Tenista                          | Ranking | Preclasificada |
| Tereza Mihalíková Greet Minnen   | 118     | 1              |
| Anastasia Potapova Yana Sizikova | 182     | 2              |
| Ingrid Neel Rosalie van der Hoek | 255     | 3              |
| Paula Kania Elixane Lechemia     | 284     | 4              |

## Campeonas

### Individuales femeninos
Alison Van Uytvanck venció a  Sara Errani por 6–4, 6–3

### Dobles femenino
Madison Brengle /  Claire Liu vencieron a  Vitalia Diatchenko /  Oksana Kalashnikova por 6–4, 6–3